# Věžní skály
Věžní skály, (německy Törmelfelsen, 1018 m n. m.) je hora v Jizerských horách, asi 2 km severně od osady Jizerka. Je nejvyšším bodem Středního jizerského hřebene. Na vrcholové plošině se nacházejí žulová skaliska. Poblíž vrcholu u skal zvaných Vlčí doupě se nachází viklan zvaný Viklan. Z Věžních skal je pěkný výhled na Jizerku, Pytlácké kameny či Jizeru.
Věžní skály jsou zalesněné mladými smrčinami a přechodovými lesokřovinami, v nichž se vyskytují břízy a jeřáby.

## Název
Vrchol se v minulosti nazýval Jelení stráň. Používání tohoto názvu je doloženo ještě na státní mapě z roku 1997 či v knize Zeměpisný lexikon ČR: Hory a nížiny z roku 2006.

## Přístup
Na vrchol vede z Jizerky červeně značená dálková turistická trasa E3, Hřebenovka zvaná Lasičí cesta, kterou v mělkém sedle opouští vrcholová stezka, která se vine smrkovým porostem. V závěru přichází výstup na vlastní vrcholové skalisko.

## Lesní železnice
V roce 1956 byla v lesích nad Jizerkou, po úbočí Věžních skal, vybudována lesní železnice o rozchodu kolejí 600 mm. Její délka byla 2 km a sloužila ke svážení spadlých kmenů, jež byly součástí masivních polomů. K její likvidaci došlo v roce 1969.